# 阿爾戈多內斯 (新墨西哥州)
阿爾戈多內斯（英語：Algodones）是位於美國新墨西哥州桑多瓦爾縣的普查規定居民點。

## 人口
根據2020年美國人口普查的數據，阿爾戈多內斯的面積為19.20平方千米，當中陸地面積為18.93平方千米，而水域面積為0.27平方千米。當地共有人口720人，而人口密度為每平方千米37.5人。